# Enstrom 480
L’Enstrom 480 è un elicottero leggero prodotto dalla Enstrom Helicopter Corporation.

## Sviluppo
Negli anni ottanta la Enstrom produceva due tipi di elicotteri, entrambi dotati di motori a pistoni opposti orizzontalmente. Quando lo United States Army emise la richiesta di un elicottero da addestramento a turbina, l'azienda progettò una versione più grande a turbina del suo 280 Shark. L'elicottero fu designato TH-28 (TH stava per "Training Helicopter" derivato dal 28, poiché il requisito dell'esercito era denominato NTH, "New Training Helicopter").
Nonostante non ci sia stata nessuna commessa da parte dell'Esercito, la Enstrom decise comunque di proseguire in un progetto che prometteva bene, puntando ad una versione commerciale che fu introdotta nel 1993. L'elicottero fu dotato della versione C20W del motore a turboalbero Rolls-Royce M250.

## Tecnica

### Motore
Il motore turboalbero Rolls-Royce M250 aziona un rotore a tre pale di 9,75 metri (32 piedi) di diametro e un rotore di coda di 1,52 metri (5 piedi) di diametro. Il rotore principale e i mozzi pesano un totale di 136 kg (300 libbre).
Il motore è in grado di sviluppare una potenza di 420 shp, ma è stato depotenziato a 305 shp per 5 minuti e 277 shp per uso continuo, lasciando così una notevole riserva di potenza disponibile per operazioni ad alta quota o ad alta temperatura.

### Struttura
La fusoliera del 480 è costituita da una struttura di tubi in acciaio saldati, con copertura di alluminio e cono di coda. Il pilota controlla l'aeromobile dal sedile sinistro, il che è insolito per gli elicotteri. Il 480 non è dotato di un sistema idraulico; un sistema di compensatori assorbe la risposta del rotore e consente al pilota di selezionare il comando desiderato.

## Versioni
- 480 – Versione civile a cinque posti basata sull'Enstrom TH-28, certificata nel novembre 1993.[4]

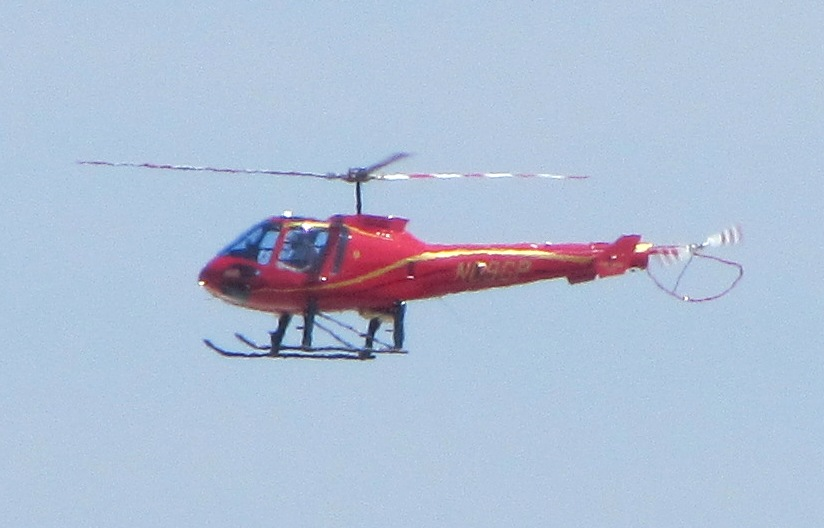
Enstrom 480B in volo

- 480B – Versione migliorata con aumento del peso lordo (3 000 lb) e nella potenza, certificata nel febbraio del 2001 negli Stati Uniti.[4] Certificata in Canada nel 2019.[5]
- 480B Guardian – Versione basata sul 480B, ma configurata per operazioni di polizia, dotata di telecamera frontale e faro.[6]
- TH-28 - Versione basata sull'Enstrom 280FX dotata di motore a turbina, cabina più grande e stabilizzatori orizzontali e verticali più grandi. Certificata nel settembre del 1992.[4] Versione utilizzata sia l'addestramento che per il pattugliamento, costruita in sei esemplari.

## Utilizzatori

### Governativi
Botswana
- Botswana Police Service Air Support

3 Enstrom 480B ordinati a dicembre 2019, e consegnati tra il novembre 2020 ed il 31 marzo 2021.
 Canada
- York Regional Police

 Rep. Ceca
- LOM PRAHA Flight Training Center

6 Enstrom 480B-G ricevuti a partire dal luglio 2018 ed utilizzati per l'addestramento.
 Indonesia
- Indonesian National Police

 Estonia
- Politsei- ja piirivalveameti lennusalk

### Militari
Guinea Equatoriale
- Equatorial Guinea Air Corps

2 Enstrom 480B utilizzati per servizi di pattugliamento.
 Giappone
- Rikujō Jieitai

30 TH-480B, consegnati tra il 2012 ed il 2014, destinati a compiti addestrativi.
 Thailandia
- Royal Thai Army

16 Enstrom 480B ordinati nel 2010, con consegna dei primi tre esemplari l'8 agosto 2011 e il completamento delle consegne l'8 agosto 2012.
 Venezuela
- Aviación Militar Venezolana

16 ordinati nel 2014 e tutti consegnati entro il 2017. Uno dei sedici esemplari in servizio è andato perso il 21 settembre 2018, portando a 15 il numero degli esemplari in organico.
 Zambia
- Zambia Air Force

2 Enstrom 480B ordinati a febbraio 2023.